# Трансильванский меморандум
Трансильванский меморандум — петиция 1892 года, составленная лидерами Румынской национальной партии (рум. Partidul Național Român din Ungaria și Transilvania). В петиции к властям Австро-Венгерской Империи предъявлялись требования равных с венграми прав для румын в Трансильвании, прекращения мадьяризации и попыток гонений, требования политических прав для румын, как народа.
Делегация из 300 человек направилась в Вену и вручила меморандум императору Франц-Иосифу. Составление и вручение меморандума было первой крупной политической акцией румын Трансильвании после 1868 года, когда, вслед за австро-венгерским соглашением 1867 года и принятием венгерским парламентом закона о национальных меньшинствах, румынские политические деятели бойкотировали участие во внутренней политике Венгерского королевства.
Франц-Иосиф, не рассмотрев меморандум, переправил его в венгерский парламент, который отослал меморандум обратно руководителям румынской делегации. После того, как текст меморандума появился в печати и стал распространяться, в 1894 году 13 из его авторов были арестованы и осуждены за подстрекательство на сроки от двух месяцев до пяти лет. В ходе процесса румынские газеты Трансильвании развернули активную пропагандистскую кампанию в защиту подсудимых. Кампания была подхвачена журналистами и политиками Румынии, и оказала влияние на отношение европейских государств к Венгрии. Хотя все осужденные были амнистированы в 1895 году, такая реакция на требования румын Трансильвании способствовала уменьшению их лояльности и ориентации Румынской национальной партии на воссоединение Трансильвании с Румынией.